# Rodrigo Gil de Hontañón

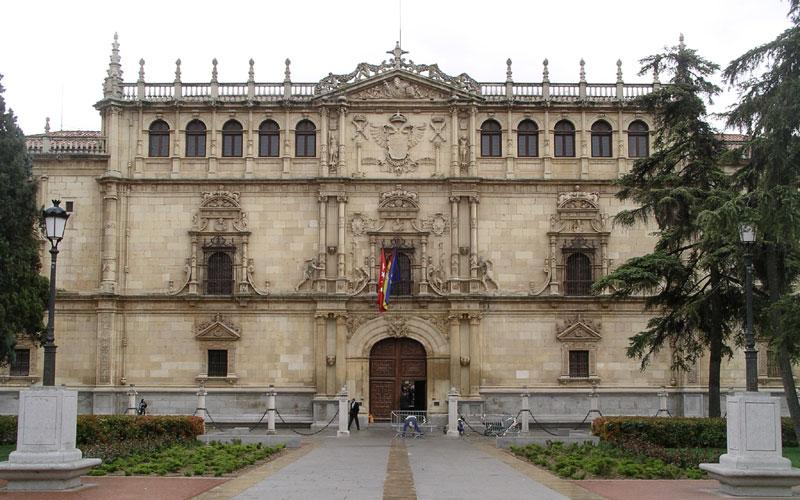
Fachada do Colégio Maior de San Ildefonso, actualmente sede da Universidade de Alcalá de Henares, a obra mais conhecida de Rodrigo Gil de Hontañón.

Rodrigo Gil de Hontañón, (Rascafría, (Segovia, Madrid, Espanha), 1500 — Segóvia, 1577) foi um arquitecto renascentista espanhol, filho natural do arquiteto Juan Gil de Hontañón.

## Obras principais
- Palácio de Monterrey, Salamanca
- Fachada do Colégio Maior de San Ildefonso, Alcalá de Henares.
- Palácio dos Guzmanes, Leão.
- Casa da Salina, Salamanca.
- Em 1567 ele foi nomeado arquiteto da Catedral Nova de Salamanca.